# 王元春
王元春（1509年—？），字孟和，號圖南，浙江紹興府山陰縣人，明朝政治人物。

## 生平
嘉靖七年（1528年）戊子科浙江鄉試第四十九名舉人。嘉靖二十九年（1550年）中式庚戌科會試第十八名，三甲第一百六十一名進士，授南昌府推官，擢戶科給事中，三十七年三月升工科右，九月升刑科左，復除吏科左，四十四年七月升工科都，隆庆元年（1567年）正月升江西右參政，四年三月官至陝西按察使，五年正月考察去職。

## 家族
曾祖王珉；祖父王哲；父王滋，母漏氏；繼母陳氏。具庆下。弟王元敬（贡士）。